# US-amerikanische Badmintonmeisterschaft 1994
Die US-amerikanische Badmintonmeisterschaft 1994 fand im Frühjahr 1994 in Atlanta statt. Es war die 54. Auflage der nationalen Titelkämpfe im Badminton in den USA.

## Titelträger
| Disziplin    | Sieger                        |
| ------------ | ----------------------------- |
| Herreneinzel | Kevin Han                     |
| Dameneinzel  | Joy Kitzmiller                |
| Herrendoppel | Benny Lee Thomas Reidy        |
| Damendoppel  | Andrea Andersson Liz Aronsohn |
| Mixed        | Andy Chong Linda French       |